# مشراگه (رامشیر)
مشراگه، شهری از توابع بخش مشراگه شهرستان رامشیر در استان خوزستان ایران است. روستای مشراگه پس از تجمیع با روستای ام‌الصخر و نقطه جمعیتی شرکت بانه، به شهر تبدیل شد و به عنوان شهر مشراگه شناخته می‌شود.

## جمعیت
بر اساس سرشماری مرکز آمار ایران در سال ۱۳۹۵، جمعیت آن ۲،۰۹۵ نفر ( ۵۶۴خانوار) بوده‌است.